# NewSpace
NewSpace és un terme sorgit l'any 2000 per referir-se al nou paradigma en l'exploració i l’ús de l'espai. Si havien estat sinònims d’inversions públiques estatals i de polítiques governamentals degut a les elevades inversions i el risc associat que suposava aquest sector —dificultant-ne l’accés a entitats privades—, un gran desenvolupament tecnològic i una reducció de costos molt significativa eliminaven les barreres d’entrada, generant un moviment global dins del sector, una nova economia que incidia en la democratització tant pel que fa a l’accés a l'espai com a la mateixa indústria aeroespacial. Es tracta d'un canvi significatiu des d'una situació amb tan sols alguns grans protagonistes —governs i grans corporacions— que operaven satèl·lits, distribuïen dades i facilitaven serveis, cap a una nova situació on s'obria el mercat a dotzenes de noves empreses. El moviment NewSpace ha reduït significativament el cost de construir un satèl·lit i enviar-lo a l'espai. El NewSpace proporciona oportunitats d’ús i explotació de plataformes espacials per a aplicacions molt diverses, incloent-hi la recerca científica, el desenvolupament i la qualificació de la tecnologia espacial, l’observació de la Terra i les telecomunicacions.